# Lea Thompson
Lea Kathleen Thompson (Rochester, Minnesota, 31 de mayo de 1961) es una actriz estadounidense conocida principalmente por su papel como Lorraine McFly en la trilogía Back to the Future, además de su participación en All the Right Moves junto a Tom Cruise.

## Comienzos
Thompson estudió danza siendo niña, y practicaba tres o cuatro horas diarias. Empezó a bailar profesionalmente a la edad de 14 años. Lea entonces ganó becas para varias escuelas de ballet clásico, como The American Ballet Theatre y The San Francisco Ballet. Bailó con The Minnesota Dance Theatre, The Pennsylvania Ballet Company y The Ballet Repertory. Las lesiones y alguna crítica le hicieron abandonar la danza y hacer carrera como actriz. Se trasladó a Nueva York a los 20 años, y allí realizó varios anuncios de Burger King en los años 1980 junto con Elisabeth Shue, que luego también aparecería en Back to the Future Part II.

## Carrera como actriz
Lea hizo su primer papel importante en All the Right Moves  (1983), junto a Tom Cruise. Después trabajó en Amanecer Rojo (1984) y The Wild Life (1984). Pero por lo que es recordada es por el papel de Lorraine Baines McFly en Back to the Future y sus posteriores secuelas. Posteriormente apareció en S.O.S. Equipo Azul (1986) y Howard: un nuevo héroe (1986), que fracasaron estrepitosamente en taquilla.[cita requerida] Fue Alicia Mitchell en la película Daniel el travieso (1993) y protagonizó The Beverly Hillbillies (1993).
Thompson obtuvo un éxito crítico y popular como la estrella de sitcom de la NBC Caroline in the City en el período 1995-1999. En 2005, Thompson protagonizó una serie de telefilms para el canal Hallmark en la que interpreta a Jane Doe, una exagente secreta convertida en ama de casa que ayuda al gobierno a solucionar misterios. También ha aparecido en un episodio de Law & Order: Special Victims Unit y tuvo el papel protagónico en el cuarto capítulo de la primera temporada de Tales from the Crypt.

## Vida privada
Está casada con el director Howard Deutch. Se conocieron y se enamoraron en el rodaje de la película Una maravilla con clase (1987). Tienen dos hijas, Madeline, nacida en 1990, y Zoey Deutch, nacida en 1994.
Anteriormente estuvo saliendo con Dennis Quaid, al que conoció en el rodaje de Jaws 3-D.
Tiene un hermano, Andrew Thompson, que tuvo una exitosa carrera en la danza con el Ballet de Colorado. Ambos dieron clases de ballet clásico en su juventud y él incluso ayudó a pagar las clases.

## Filmografía

### Cine
| Año  | Título                                | Personaje                    | Notas                                                               |
| ---- | ------------------------------------- | ---------------------------- | ------------------------------------------------------------------- |
| 1982 | MysteryDisc: Murder, Anyone?          | Cecily 'Sissy' Loper         | Video                                                               |
| 1983 | Jaws 3-D                              | Kelly Ann Bukowski           |                                                                     |
| 1983 | All the Right Moves                   | Lisa Lietzke                 |                                                                     |
| 1984 | Red Dawn                              | Erica Mason                  |                                                                     |
| 1984 | The Wild Life                         | Anita                        |                                                                     |
| 1985 | Back to the Future                    | Lorraine Baines-McFly        |                                                                     |
| 1986 | SpaceCamp                             | Kathryn Fairly               |                                                                     |
| 1986 | Howard the Duck                       | Beverly Switzler             |                                                                     |
| 1987 | Some Kind of Wonderful                | Amanda Jones                 |                                                                     |
| 1988 | Casual Sex?                           | Stacy                        |                                                                     |
| 1988 | Yellow Pages                          | Marigold de la Hunt          | Llamada también: "Going Undercover"                                 |
| 1988 | The Wizard of Loneliness              | Sybil                        |                                                                     |
| 1989 | Back to the Future Part II            | Lorraine McFly               |                                                                     |
| 1990 | Back to the Future Part III           | Maggie McFly, Lorraine McFly | Doble papel                                                         |
| 1992 | Article 99                            | Dr. Robin Van Dorn           |                                                                     |
| 1993 | Stolen Babies                         | Annie Beales                 |                                                                     |
| 1993 | Dennis the Menace                     | Sra. Alice Mitchell          |                                                                     |
| 1993 | The Beverly Hillbillies               | Laura Jackson                |                                                                     |
| 1994 | The Little Rascals                    | Señorita Roberts             |                                                                     |
| 1998 | The Unknown Cyclist                   | Melissa Cavatelli            | Llamada también: "4 for the Road"                                   |
| 2002 | Fish Don't Blink                      | Clara                        |                                                                     |
| 2003 | Haunted Lighthouse                    | Peg Van Legge                | Corto                                                               |
| 2003 | Stealing Christmas                    | Sarah Gibson                 |                                                                     |
| 2005 | Come Away Home                        | Carol                        |                                                                     |
| 2006 | 10 Tricks                             | Grace                        |                                                                     |
| 2007 | California Dreaming'                  | Ginger Gainor                | Llamada también: "Out of Omaha"                                     |
| 2008 | Spy School                            | Claire Miller                | Llamada también: "Doubting Thomas"                                  |
| 2008 | Senior Skip Day                       | Cathleen Harris              | Vídeo, título de DVD: "High School's Day Off"                       |
| 2008 | Exit Speed                            | Maudie McMinn                |                                                                     |
| 2008 | The Christmas Clause                  | Sophie                       |                                                                     |
| 2009 | Fatal Secrets                         | Rebecca                      | Llamada también: "Balancing the Books". También productora asociada |
| 2009 | The Check                             | Darla                        | Corto. Comedia de ACME                                              |
| 2009 | Rock Slyde                            | Master Bartologist           | Título de DVD: "Rock Slyde: Private Eye"                            |
| 2009 | Splinterheads                         | Susan Frost                  |                                                                     |
| 2010 | Adventures of a Teenage Dragon Slayer | Laura                        | Llamada también: "I Was a 7th Grade Dragon Slayer"                  |
| 2010 | Pork Chop Night                       | —                            | Corto. Productora asociada                                          |
| 2011 | Thin Ice                              | Jo Ann Prohaska              | Llamada también: "The Convincer"                                    |
| 2011 | Mayor Cupcake                         | Mary Maroni                  | También productora ejecutiva                                        |
| 2011 | The Trouble with the Truth            | Emily                        | También productora                                                  |
| 2011 | J. Edgar                              | Lela Rogers                  |                                                                     |
| 2014 | Ping Pong Summer                      | Crandall Miracle             |                                                                     |
| 2014 | Left Behind                           | Irene Steele                 |                                                                     |
| 2015 | The Wrong Side of Right               | Liz                          |                                                                     |
| 2017 | Literally, Right Before Aaron         | Deb                          |                                                                     |
| 2017 | The Year of Spectacular Men           | Deb Klein                    |                                                                     |
| 2018 | Sierra Burgess Is a Loser             | Sra. Burgess                 |                                                                     |
| 2018 | Little Women                          | Marmee March                 |                                                                     |
| 2019 | You Are Here                          | Helen                        |                                                                     |
| 2020 | Dinner in America                     | Betty                        |                                                                     |
| 2021 | Mark, Mary & Some Other People        | Aunty Carol                  |                                                                     |
| TBA  | Unplugging                            |                              | Posproducción                                                       |

### Televisión
| Año       | Título                                  | Personaje                           | Notas                                                                 |
| --------- | --------------------------------------- | ----------------------------------- | --------------------------------------------------------------------- |
| 1989      | Nightbreaker                            | Sally Matthews                      | Llamada también: "Advance to Ground Zero". Película de televisión     |
| 1989      | Tales from the Crypt                    | Sylvia Vane                         | Episodio: "Only Sin Deep"                                             |
| 1990      | Montana                                 | Peg Guthrie                         | Película de televisión                                                |
| 1993      | Niños robados                           | Annie Beales                        | Llamada también: "Stolen Children". Película de televisión            |
| 1994      | The Substitute Wife                     | Amy Hightower                       | Llamada también: "The Substitute". Película de televisión             |
| 1995      | The Unspoken Truth                      | Brianne Hawkins                     | Llamada también: "Living the Lie". Película de televisión             |
| 1995      | Friends                                 | Caroline Duffy                      | Episodio: "The One with the Baby on the Bus". No acreditada           |
| 1995–99   | Caroline in the City                    | Caroline Duffy                      | 97 Episodios. También productora en 22 Episodios                      |
| 1996      | The Right to Remain Silent              | Christine Paley                     | Película de televisión                                                |
| 1998      | A Will of their Own                     | Amanda Steward                      | Llamada también: "Daughters of the New World". Episodio piloto        |
| 2002      | Electric                                | Geri Meyers                         | También productora                                                    |
| 2002–03   | For the People                          | Jefe Dep. Dist. Atty. Camille Paris | 18 Episodios                                                          |
| 2003      | Stealing Christmas                      | Sarah Gibson                        | Película de televisión                                                |
| 2004      | Ed                                      | Liz Stevens                         | 3 Episodios                                                           |
| 2004      | Law & Order: Special Victims Unit       | Michelle Osborne                    | Episodio: "Birthright"                                                |
| 2005      | Jane Doe: Vanishing Act                 | Cathy Davis                         | Antología de televisión                                               |
| 2005      | Jane Doe: Now You See It, Now You Don't | Cathy Davis                         | Antología de televisión                                               |
| 2005      | Jane Doe: Til Death Do Us Part          | Cathy Davis                         | Antología de televisión                                               |
| 2005      | Jane Doe: The Wrong Face                | Cathy Davis                         | Antología de televisión                                               |
| 2006      | Jane Doe: Yes, I Remember It Well       | Cathy Davis                         | Antología de televisión                                               |
| 2006      | Jane Doe: The Harder They Fall          | Cathy Davis                         | Antología de televisión. También como directora                       |
| 2007      | Jane Doe: Ties That Bind                | Cathy Davis / Jane Doe              | Llamada también: "Jane Doe: Shaken & Stirred" Antología de televisión |
| 2007      | A Life Interrupted                      | Debbie Smith                        | Llamada también: "The Debbie Smith Story". Película de televisión     |
| 2007      | Jane Doe: How to Fire Your Boss         | Cathy Davis                         | Antología de televisión. Vídeo                                        |
| 2007      | Final Approach                          | Alicia Bender                       | Llamada también: "Highjack". Película de televisión                   |
| 2008      | Jane Doe: Eye of the Beholder           | Cathy Davis/Jane Doe                | También directora                                                     |
| 2008      | Head Case                               | Ella misma                          | También escritora en el episodio: "El Finks"                          |
| 2008      | The Christmas Clause                    | Sophie                              | También llamada: "The Mrs. Clause". Película de televisión            |
| 2010      | Greek                                   | April                               | Episodio: "Camp Buy Me Love"                                          |
| 2010      | Uncle Nigel                             | Abby Wells                          | Película de televisión                                                |
| 2011      | Robot Chicken                           | Lorraine Baines                     | Voz. Episodio: "Major League of Extraordinary Gentlemen"              |
| 2011      | The cabin                               | Lily MacDougall                     | Película de televisión                                                |
| 2011      | Game of Your Life                       | Abbie                               | Película de televisión                                                |
| 2011-2017 | Switched at Birth                       | Kathryn Kennish                     | 73 Episodios. También como directora en 2 Episodios                   |
| 2012      | Love at the Christmas Table             | Elissa Beth Dixon                   | Llamada también: "It's a Wonderful Lifetime". Película de televisión  |
| 2013      | Call Me Crazy: A Five Film              | Julia                               | Película de televisión, Segmento: "Eddie"                             |
| 2013      | Family Guy                              | Lorraine McFly                      | Voz. Episodio: "Finders Keepers"                                      |
| 2013      | CSI: Crime Scene Investigation          | Jennifer Rhodes                     | Episodio: "Under a Cloud"                                             |
| 2014      | My Mother's Future Husband              | René Henderson                      |                                                                       |
| 2014–2017 | Penn Zero: Part-Time Hero               | Vonnie Zero                         | Voz. Recurrente                                                       |
| 2014      | A to Z                                  | Ella misma                          | Episodio: "'A' is for Acquaintances"                                  |
| 2015      | The Muppets                             | Ella misma                          | Episode: 2                                                            |
| 2016      | Whose Line is it Anyway?                | Ella misma                          | Episodio: 15                                                          |
| 2016      | American Dad!                           | Caroline Duffy                      | Voz. Episodio: 217                                                    |
| 2016      | Cupcake Wars                            | Ella misma, concursante             | Temporada 10, Episodio 6: ‘Celebrity: Cheerleader Cupcakes’           |
| 2016–17   | Scorpion                                | Veronica Dineen                     | 4 Episodios                                                           |
| 2018      | Over the Hill                           | Sally                               | Película de televisión                                                |
| 2018      | Culture Clash                           | Lisa                                | Película de televisión                                                |
| 2020      | The Goldbergs                           | Fran (esposa de Formica Mike)       | Episodio: "The Return of the Formica King"                            |
| 2020      | The George Lucas Talk Show              | Ella misma                          | Episodio: "The Empire Strikes Duck"                                   |

### Directora
| Año     | Título                         | Notas                                          |
| ------- | ------------------------------ | ---------------------------------------------- |
| 2006    | Jane Doe: The Harder They Fall | Película de televisión                         |
| 2008    | Jane Doe: Eye of the Beholder  | Película de televisión                         |
| 2013–17 | Switched at Birth              | 4 Episodios                                    |
| 2016–21 | The Goldbergs                  | 7 Episodios                                    |
| 2017    | The Year of Spectacular Men    |                                                |
| 2018    | American Housewife             | Episodio: "The Venue"                          |
| 2018    | Mom                            | Episodio: "Esta Loca and a Little Kingdom"     |
| 2019–20 | Schooled                       | 6 Episodios                                    |
| 2019    | The Kids Are Alright           | Episodio: "Mass for Shut-Ins"                  |
| 2020    | Young Sheldon                  | Episodio: "Body Glitter and a Mall Safety Kit" |
| 2020    | Katy Keene                     | Episodio: "Chapter Eleven: Who Can I Turn To?" |
| 2020-21 | Stargirl                       | 3 Episodios                                    |
| 2022    | Star Trek: Picard              |                                                |

### Videojuegos
| Año  | Título                          | Personaje          | Notas |
| ---- | ------------------------------- | ------------------ | ----- |
| 2008 | CR: Back to the Future          | Lorraine Baines    | Voz   |
| 2012 | Mystery Case Files: Shadow Lake | Cassandra Williams | Voz   |